# Monasterio de San Miguel de las Dueñas
El Monasterio de San Miguel de las Dueñas es un cenobio femenino de la Congregación de Monasterios de Monjas Cistercienses de San Bernardo situado en la población homónima de la comarca de El Bierzo de la provincia de León (Comunidad de Castilla y León, España). Aunque fundado en el siglo X, el conjunto arquitectónico que ha llegado a nuestros días corresponde fundamentalmente a los siglos XVII y XVIII.

## Historia
El Monasterio debió ser fundado entre los años 970 y 980 por el tenente del Castillo de Luna y alférez real, el conde Gonzalo Bermúdez, favorito de Ramiro III de León. Su advocación original era San Miguel de Almázcara y su comunidad era masculina, de monjes benedictinos. El texto más antiguo que documenta su existencia, custodiado en el Archivo de la Catedral de León, está fechado en 998; en él se da parte de cómo Bermudo II, sucesor de Ramiro III, castigó a D. Gonzalo con la confiscación de bienes por la revuelta que éste había protagonizado desde el castillo de Luna. Uno de los bienes confiscados era el Monasterio berciano, entregado por el monarca a Sampiro, notario real y posteriormente obispo de Astorga.
Con esta fundación monacal se pretendía repoblar y explotar los recursos de la zona, en la cuenca del río Boeza, y así reforzar el reino cristiano asturleonés frente a la cercanía del imperio musulmán. En torno al Monasterio fue conformándose un núcleo de población campesina. En el siglo XI quedó sujeto al control secular del Infantado. En 1152 la infanta D. Sancha Raimúndez, apoyada por su hermano, Alfonso VII el Emperador, restauró el cenobio, lo dotó de grandes heredades e instaló en él una comunidad de monjas sujetas a los abades del Monasterio de Santa María de Carracedo. Cuando años después la abadía carracetense adoptó la regla del Císter, el Monasterio de San Miguel, como su filial, hizo lo propio. Así, desde principios del siglo XIII el cenobio de Almázcara quedó bajo la jurisdicción de San Bernardo. A partir de este momento, pasó a ser conocido como San Miguel de las Dueñas
Las dueñas de San Miguel ejercían el señorío jurisdiccional y territorial dentro de un coto monástico definido por la infanta D. Sancha. Atrajeron repobladores campesinos y acrecentaron su patrimonio, en tierras bercianas y también por la cuenca del Órbigo, el Eria y el Tera, fijando la administración del abadengo. Las Bernardas gozaron de la protección regia desde tiempos de Fernando III el Santo.

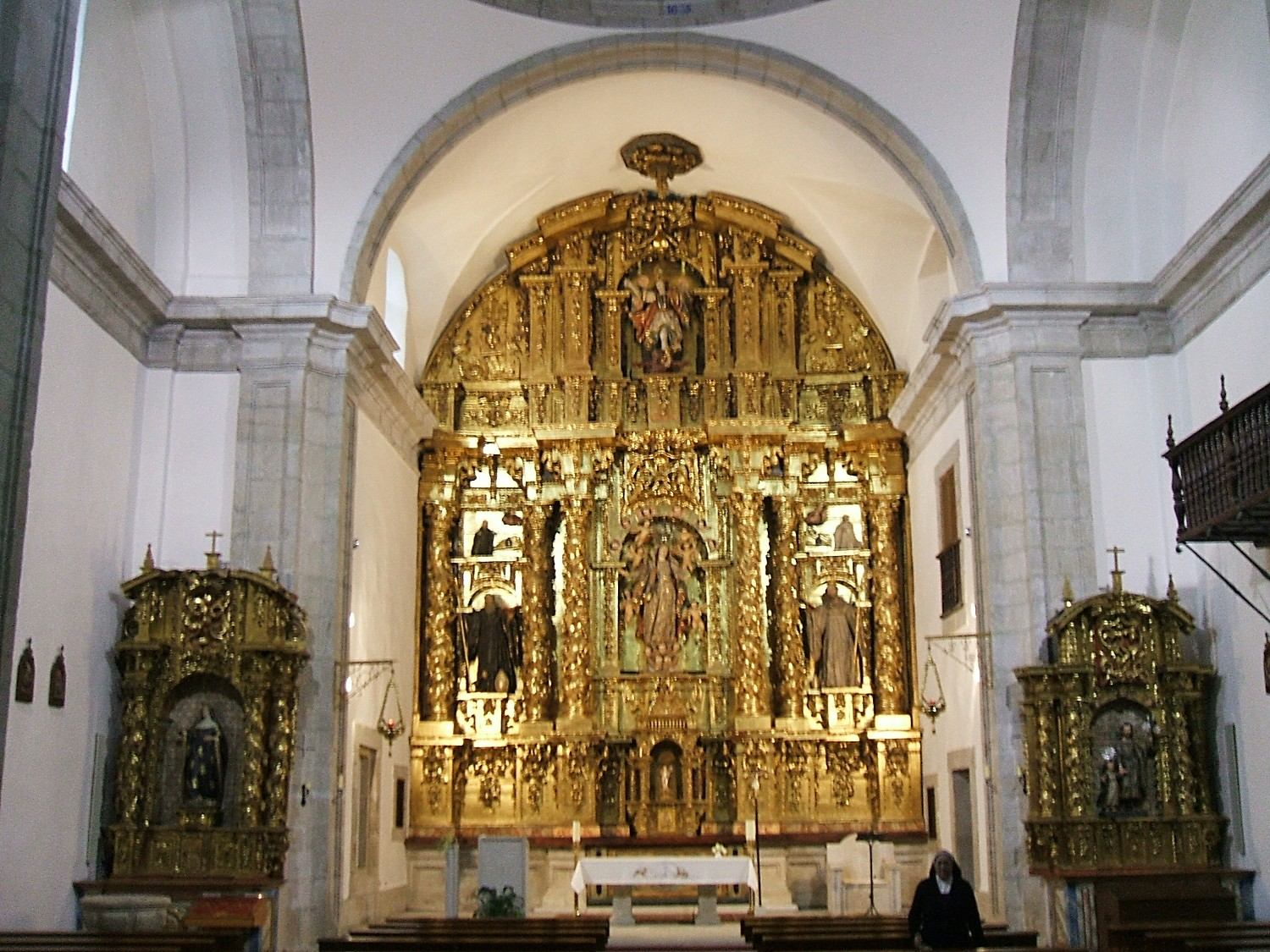
Cabecera de la iglesia.

San Miguel sufrió importantes altibajos en los siglos venideros. A finales del siglo XV, la crisis general por la que atravesaba la Orden Cisterciense no excluyó a la casa berciana. En 1505 San Miguel fue reducido a priorato dependiente del, también berciano, Monasterio de San Guillermo de Villabuena (fundado en 1229), exclaustrado y sus rentas destinadas al colegio que los cistercienses establecieron en Salamanca.
Hacia 1525 el Monasterio de Villabuena quedó arrasado en una crecida del río Cúa y las monjas de San Miguel hubieron de regresar a su antigua casa. Fue el comienzo de una nueva etapa de prosperidad, en la que las monjas ampliaron la fábrica arquitectónica con la construcción de nuevos claustros e iglesia, y consolidaron su hacienda y patrimonio. En el siglo XIX, la Desamortización acarreó a las monjas una exclaustración que se prolongó durante 26 años.
Bien de Interés Cultural (BIC) con la categoría de Monumento Histórico-Artístico Nacional desde 1992, en 2000 el monasterio leonés integró en su comunidad a cinco de las seis hermanas procedentes del clausurado Monasterio de San Bernardo, o de las Bernardas, de Alcalá de Henares. La iglesia experimentó una intervención restauradora en 1998.

## Descripción
De la construcción medieval románica, que constaba de un sencillo templo con claustro adosado, nada queda, más allá de algunos vestigios aislados, a raíz de la transformación integral acometida entre los siglos XVI al XVIII. La fábrica que nos ha llegado se encuadra en un sobrio barroco conventual clasicista.
Un doble sabor, conventual y berciano, se advierte en el aspecto exterior del conjunto, levantado con paramentos de mampostería y elementos de sillería en partes arquitectónicamente sensibles como esquinas, cornisas, dinteles, marcos de ventanas y contrafuertes rematados en bolas. Las diversas tonalidades cromáticas del aparejo y las cubiertas apizarradas a cuatro aguas dan lugar a un monasterio de aspecto sobrio y rústico, perfectamente integrado en el paisaje, aunque no exento de monumentalidad. Predomina la horizontalidad, sólo rota por dos chapiteles de remembranzas escurialenses, dos espadañas y una pequeña linterna de bóveda.
Atravesando una cerca de mampostería y una portada de sillería de aires barrocos (pese a corresponder su construcción a los primeros años del siglo XIX) consistente en arco rebajado flanqueado por pilastras molduradas y coronadocon frontón partido, se accede a un compás o espacio empedrado y ajardinado que distribuye las diversas dependencias monacales: la Iglesia, la Portería, la Casa de la Confesoría u Hospedería y la Casa de los Capellanes. Son construcciones levantadas en los siglos XVII y XVIII.

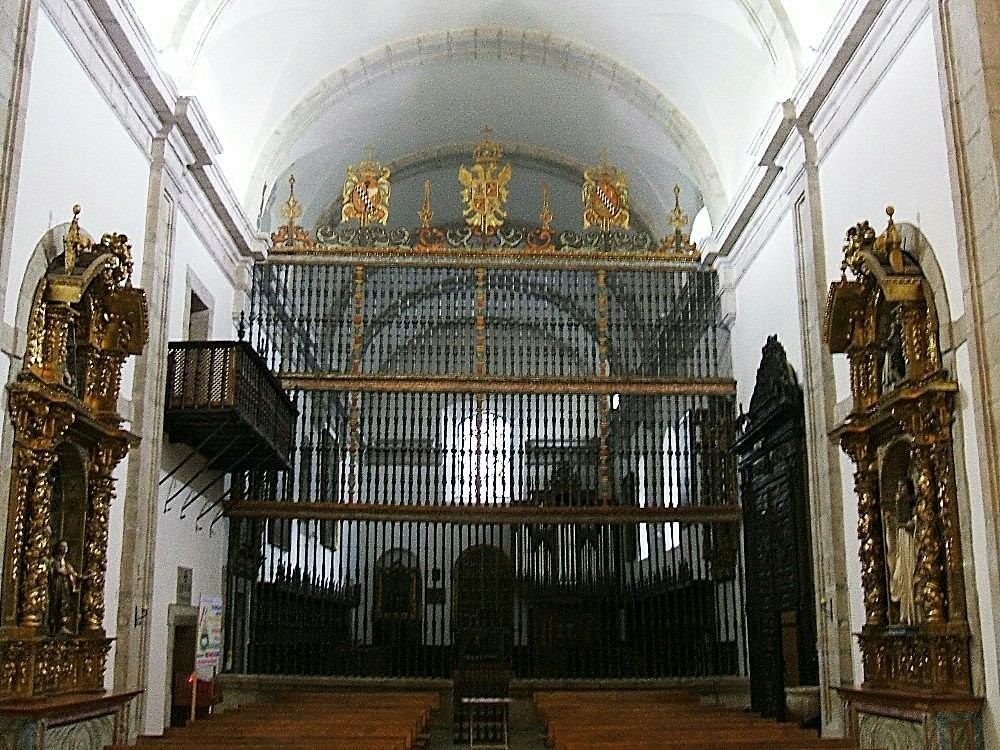
Coro de la iglesia.

### La iglesia
Es la única parte del Monasterio que puede visitarse, perteneciendo las demás dependencias a la clausura, si bien hace pocos años las hermanas acondicionaron una pequeña parte de la clausura como museo. Terminado en 1695 y con planta de cruz latina, el templo manifiesta la voluntad del Monasterio de abrirse a la población en calidad de parroquia pero sin renunciar a la sencillez y la austeridad propios de la clausura cisterciense, espíritu que se refleja en la estructura de muros robustos sin apenas decoración y escasos vanos.
Se accede al templo por una portada barroca clasicista abierta en el muro del Evangelio (norte). Consta de una parte inferior consistente en un arco de medio punto entre pilastras molduradas, como el entablamiento que los cubre; encima, un sobrecuerpo carente igualmente de alardes decorativos, consistente en una hornacina entre pilastras y tacos embolados que acoge una imagen del titular de la casa, San Miguel Arcángel; a modo de remate, tres escudos, el central con los blasones de la Corona real, y los laterales, alusivos a la Orden del Císter.
El espacio consiste en una única nave de seis tramos con un pequeño crucero y, en la cabecera, presbiterio rectangular. Una artística reja de hierro forjado de tres cuerpos y rematada con una crestería policromada y blasonada, de finales del siglo XVII, divide la nave para el culto: los cuatro primeros tramos se reservan al Coro monástico de clausura, y los dos posteriores junto con el crucero constituyen el espacio para la feligresía parroquial.

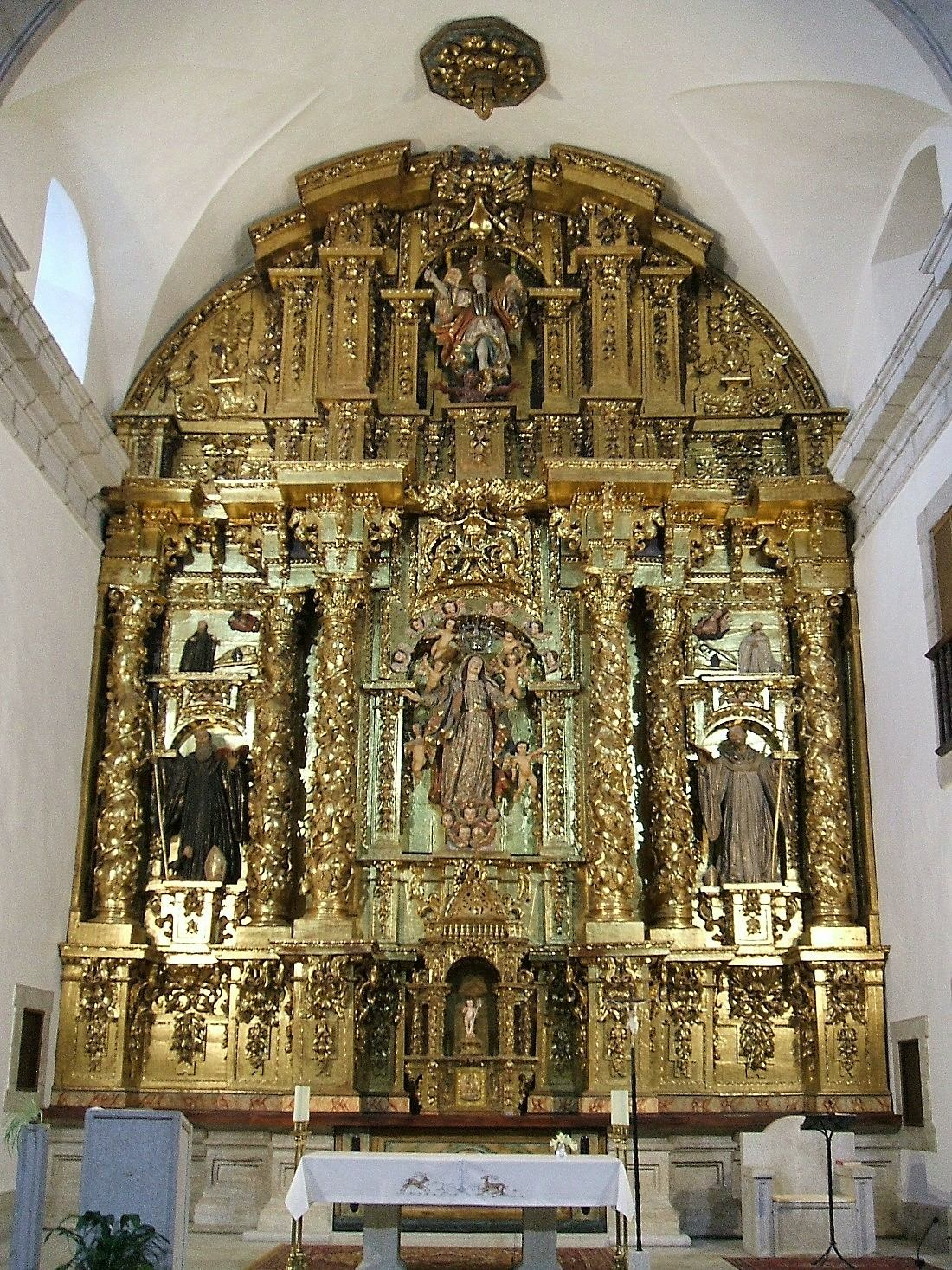
Retablo Mayor.

La nave se cubre con bóveda de cañón con lunetos, fechada en 1695 según reza una inscripción en ella grabada, y el crucero con una bóveda hemiesférica sobre pechinas lisas. Los arcos apean sobre ménsulas que se prolongan en pilastras toscanas de sección prismática y festón vertical cóncavo. Una volada cornisa del mismo orden recorre todo el perímetro. Paramentos y plementerías están enlucidos en blanco, contrastando con el gris pétreo de arcos, ménsulas, cornisa y pilastras. Todo el conjunto ofrece una máxima pureza de líneas, de un austero clasicismo.
El mobiliario de la iglesia consiste en una serie de retablos realizados en el recargado estilo barroco a caballo entre los siglos XVII y XVIII. El más notable es el Retablo Mayor, típica mazonería dorada barroca profusamente decorada, de hacia 1700, consistente en predela, cuerpo de tres calles separadas por columnas salómónicas con ornato vegetal y ático semicircular, es decir, un retablo hexástilo. Su ensamblaje y escultura han sido atribuidas a los artistas bercianos José de Ovalle y Bernardo de Quirós. El espacio central lo ocupa una talla de Nuestra Señora de la Asunción, rodeada de querubines; a sus lados, bultos redondos de los santos Benito y Bernardo, sobre los cuales se sitúan sendos relieves alusivos a sus personas. San Miguel, en actitud guerrera y venciendo al Diablo, se sitúa en el ático. En el banco, el sagrario-tabernáculo con exposición de una pequeña imagen del Niño Jesús, obra barroca del XVII procedente del monasterio de Alcalá de Henares.

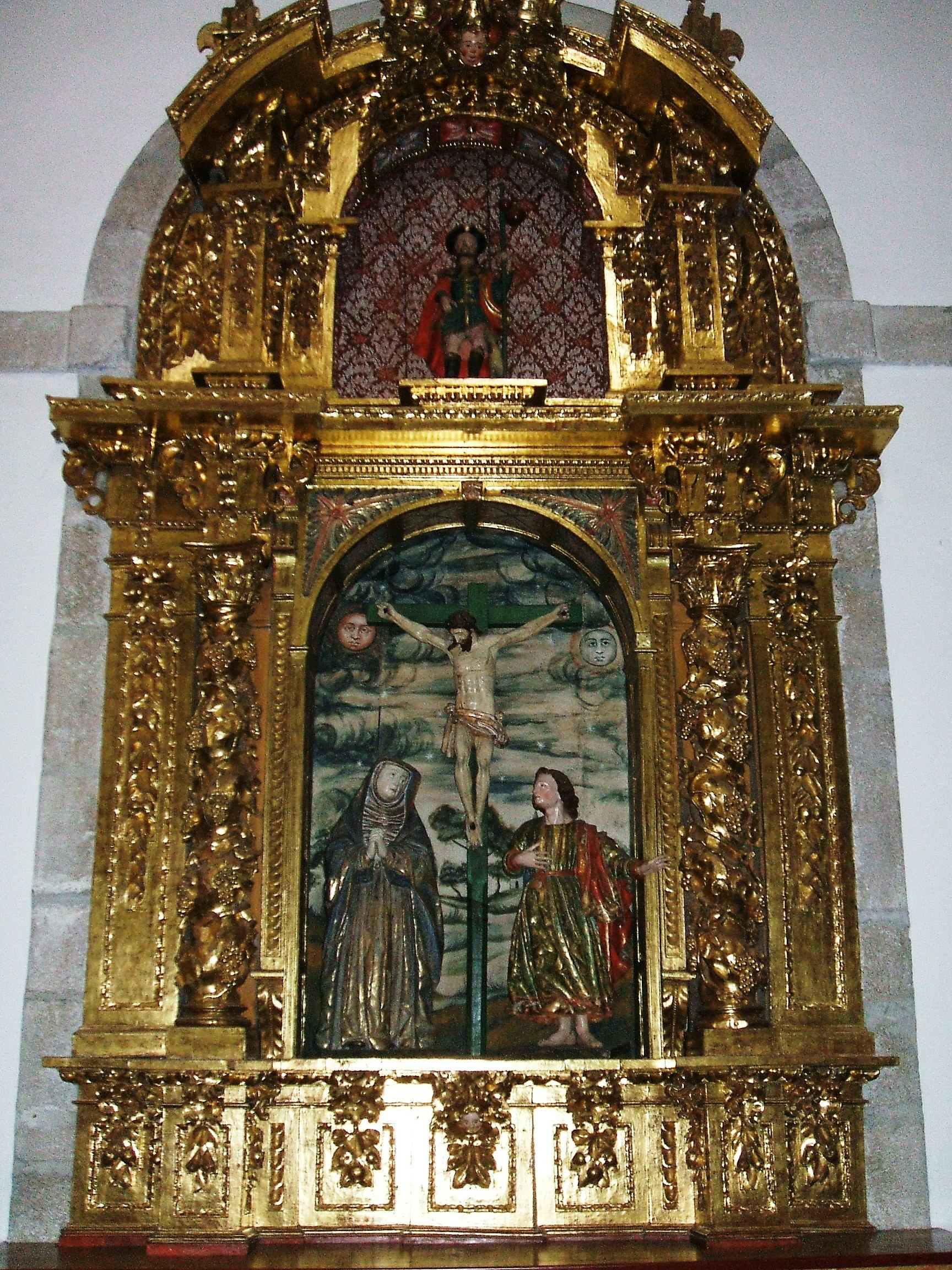
Retablo del Calvario.

De menor tamaño aunque de similar estilo son otros cuatro retablos dispuestos en los laterales, dos en el crucero, de pequeño tamaño y cuerpo único, y dos en el último tramo de la nave, de un cuerpo más ático. Seguramente son obra también de José de Ovalle. El del brazo izquierdo del crucero está dedicado a Santa Escolástica, el del brazo derecho del crucero a San José y el Niño, el del lado izquierdo de la nave a Santa Teresa Reina y el del lado derecho de la nave está presidido por un Calvario. Todos ellos acogen tallas de bulto redondo del santo al que van dedicados. De los cuatro, el más interesante artísticamente es el Retablo del Calvario. La hornacina del cuerpo acoge a María, San Juan y Cristo crucificado; la del cuerpo superior a un San Roque.
Otras imágenes de valor, exentas, son un San Miguel Arcángel del XVII y, del XVIII, un San Guillermo, probablemente el Guillermo de Peñacorada, el ermitaño cuyas reliquias, traídas del Monasterio de Villabuena, se custodian y veneran aquí.
El amplio Coro ocupa los cuatro primeros tramos de la nave. Este espacio de clausura contiene: una sillería barroca restaurada en la década de los noventa del siglo XX; un órgano moderno, de 1998, que sustituyó al antiguo; dos lienzos del siglo XVIII, uno con San Juan en Patmos redactando el Apocalipsis y el otro con la Inmaculada enmarcado en un retablo, así como otros cuadros barrocos; en la pared del fondo, dentro de un arcosolio de medio punto embutido en el muro, un elaborado retablo-relicario dorado y policromado de finales del siglo XVII que contiene, distribuidos en cinco cuerpos más la predela y en cinco calles, 27 bustos con reliquias de santos, y que preside un Crucificado; y a los pies del mismo, un Cristo yacente del XVI, procedente de Alcalá de Henares. La Sacristía posee una cajonería de nogal con relieves barrocos

### El monasterio de clausura

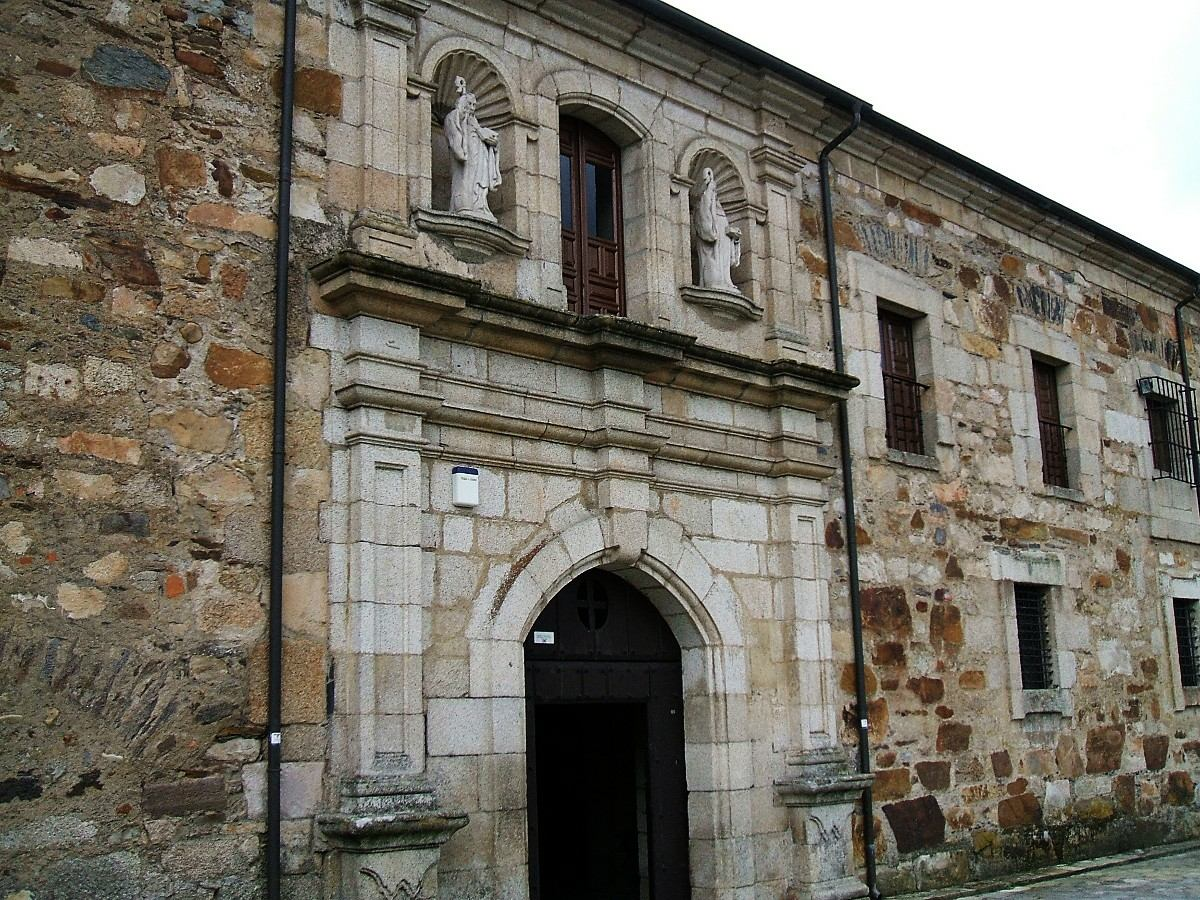
Portería del Monasterio.

#### Portería
Presenta fachada con portada de dos cuerpos: el inferior acoge arco escarzano elevado con la clave sobresalida entre pilastras; el superior se articula con una ventana flanqueadas por dos hornacinas aveneradas que cobijan modernas estatuas de San Benito y San Bernardo.

#### Claustros
Son dos: el Principal o Reglar y otro menor o de la Portería, también llamado del Palacio, por ser la zona que habitaban antiguamente las abadesas. El Claustro de la Portería dataría de 1683; es una obra sencilla y austera, con dos alturas de 12 arcadas de medio punto cada una, tres por panda, unidos en sus bases por antepechos.
El Claustro Reglar lo proyectó en 1741 Gaspar López, arquitecto de la Catedral de Astorga, si bien su fábrica se prolongó hasta 1803. De grandes dimensiones, es también sobrio pero equilibrado, con dos alturas y 9 arcos de medio punto por panda. En el piso inferior, las dos arquerías más próximas a las esquinas están cegadas, abriéndose en su lugar vanos aventanados rectangulares. En el piso superior, los antepechos están parcialmente abalaustrados. Las crujías se cubren con bóveda de cañón con lunetos, cuyos arcos fajones apean en los muros interiores en ménsulas. Los plementos, de ladrillo, van enlucidos con yeserías barrocas. En cada uno de los ángulos interiores del claustro se disponen dos hornacinas de medio punto que acogen retablos devocionales, ocho en total, correspondientes a los siglos XVI, XVII y XVII. Los retablos, que disponen de un cierre completo mediante una puerta de dos hojas, poseen las siguientes advocaciones: San José, San Juan Bautista, Santa Ana, San Bernardo, el Descendimiento, Cristo flagelado, San Mamés y Nuestra Señora.
Un incendio destruyó en 1903 parte de este claustro, que se reconstruyó siguiendo las pautas originales.

#### Escalera principal
Se construyó en 1756. Ornamento principal de la misma es la imagen de la Virgen entronizada con el Niño y relieves con seis figuras de apóstoles. Son obras del siglo XIII, extraídas de su ubicación original en el antiguo monasterio románico y embutidas en la construcción barroca. La caja de la escalera está cubierta con bóveda de media naranja con linterna sobre pechinas. En 1999 se colocó en este espacio un Crucificado del XVI, procedente de Alcalá.

#### Sala Capitular
La actual sala capitular fue levantada en 1754, reaprovechando para la portada la anterior románica tardía, abocinada y con cuatro arquivoltas de medio punto que descansan en cimacios y capiteles historiados. La sala cúbrese con bóveda de cañón con lunetos, a la usanza barroca, dividida en cuatro tramos por arcos fajones de sillarejo. Se disponen en este espacio un retablo barroco del XVIII y varias imágenes, unas de vestir y otras de talla entera, traídas por las monjas alcalaínas.

#### Museo monacal
Ocupa una parte de las dependencias de clausura y recoge un muestrario de orfebrería litúrgica, tejidos, bordados y otro ajuar monjil.

## Servicios a laicos
El Monasterio de San Miguel de las Dueñas alberga una hospedería con capacidad para cinco personas. La comunidad destina parte de su actividad a la confección de corsetería y la decoración de cerámica, producto este último que puede adquirirse en la Portería, al igual que literatura religiosa especializada en la vida monacal y la Orden del Císter.